# Afronurus yixingensis
Afronurus yixingensis is een haft uit de familie Heptageniidae. De wetenschappelijke naam van de soort is voor het eerst geldig gepubliceerd in 1986 door Wu & You.
De soort komt voor in het Oriëntaals gebied.